# Berlstedt

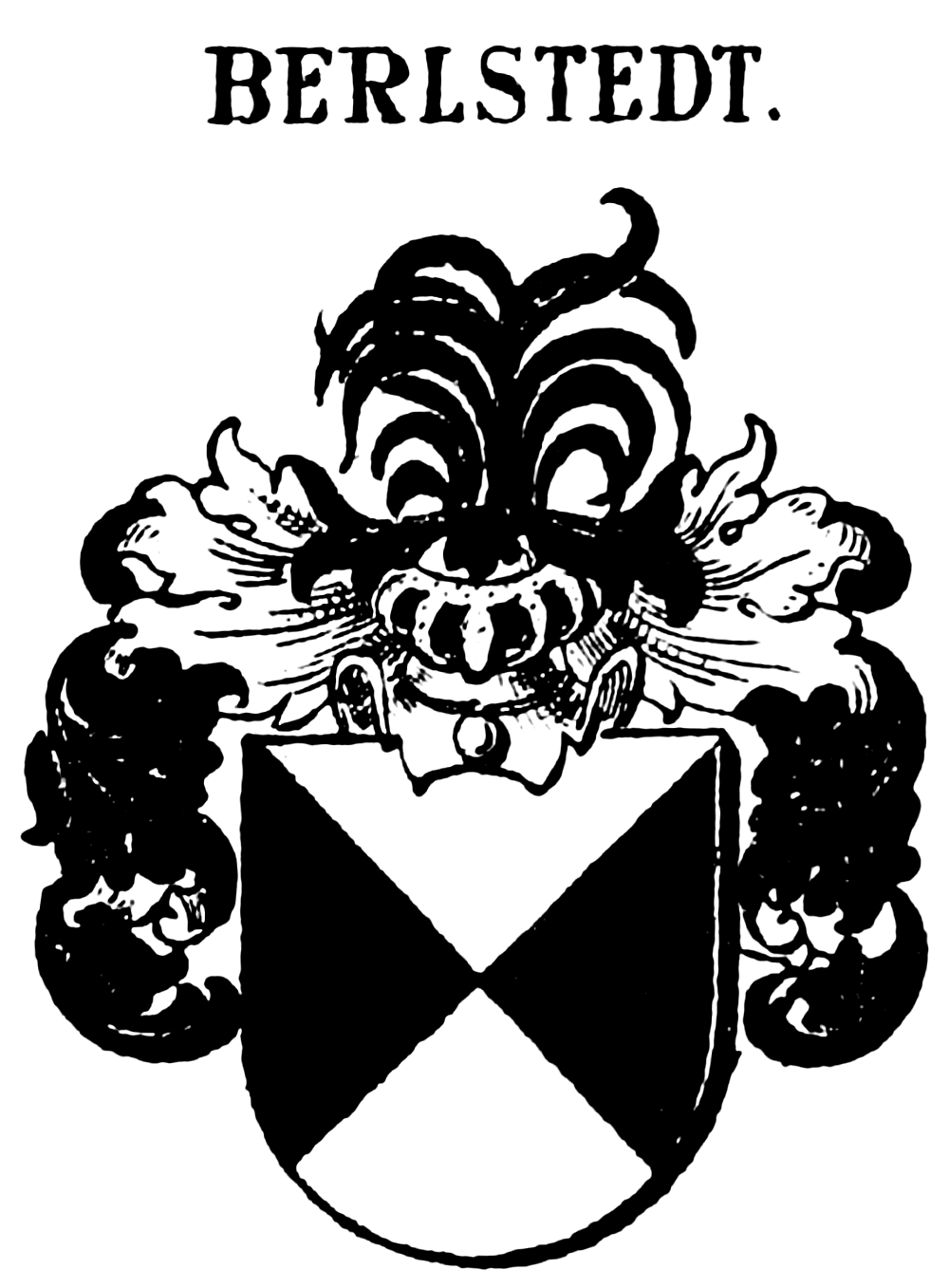
Wappen der Herren von Berlstedt

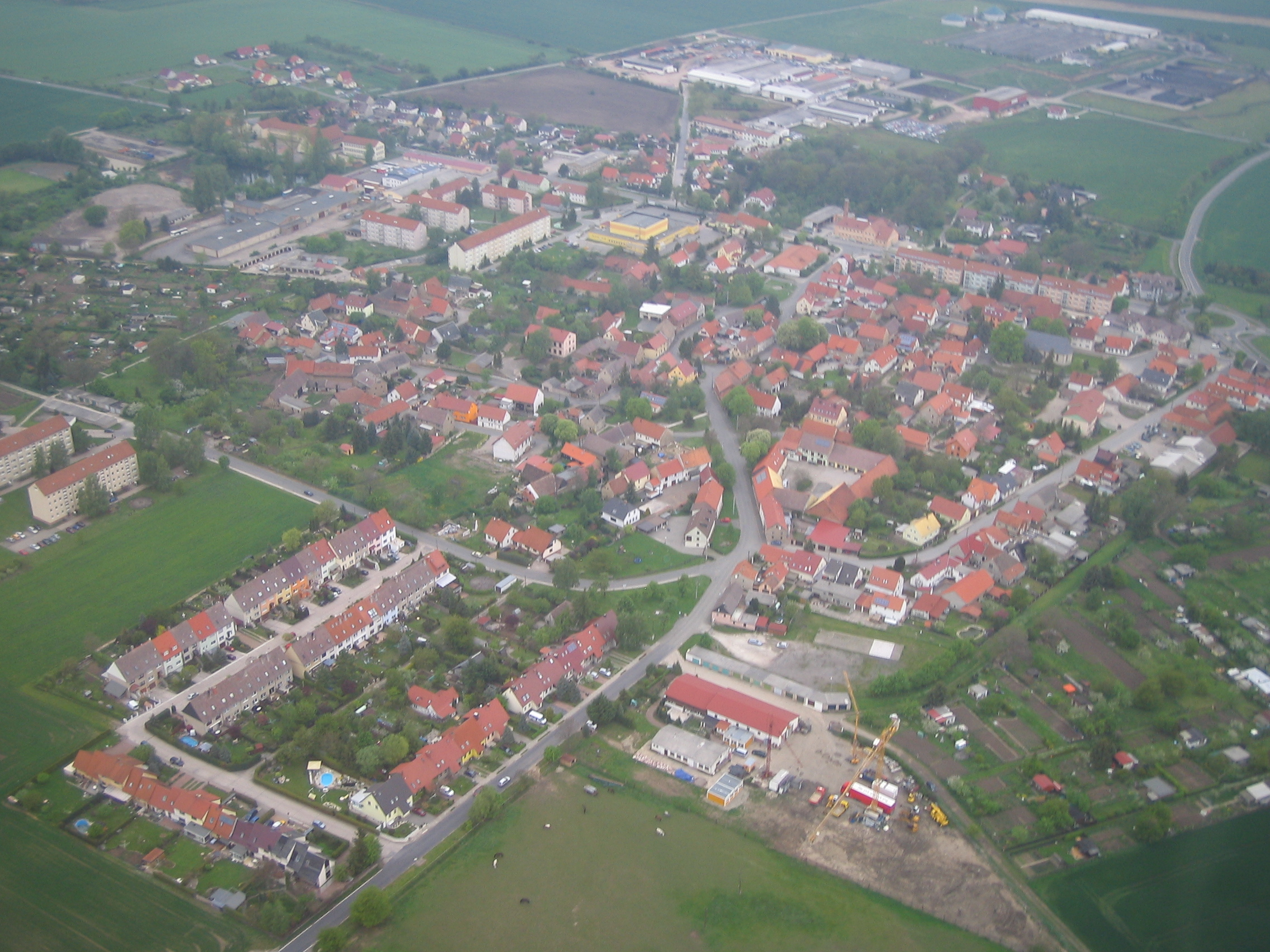
Blick auf Berlstedt

Berlstedt ist ein Ortsteil der Landgemeinde Am Ettersberg im Norden des Landkreises Weimarer Land in Thüringen.

## Lage
Berlstedt befindet sich nördlich von Weimar an der Nordabdachung des Großen Ettersberges am Südrand des fruchtbaren Thüringer Beckens im Regenschatten des genannten Berges. Die Quelle der Scherkonde speist den Dorfteich des Ortsteils Ottmannshausen. Der Überlauf bildet die Scherkonde, die durch die Flur und dann in den Unstrut-Zufluss Lossa fließt. Dieser ländliche Raum wird von den Landesstraßen 1015, 2139 und 1054 tangiert und erschlossen.

## Geschichte
Im Ingelheimer Protokoll vom 18. Mai 876 wurde ein Ort namens Berolfestetin erwähnt. Burg und Dorf gehörten dem Kloster Fulda und wurden als Lehen einem „Berlof“ gegeben. Die Burgstelle Das Wahl befand sich an der Nordostecke des Dorfes. Es war eine Herrenburg. 1157, 1222/23 und 1240 wurden Herren von Berlstedt erwähnt. Ein Heinrich von Berlstedt war 1186 als Ministeriale auf der Wartburg erwähnt worden. Die Herren von Berlstedt waren 1191 unter den Freien, 1221 wurden sie aber als Diensttuende bezeichnet.
Infolge des Thüringer Grafenkrieges wurde die Burg zerstört. Im Jahr 1391 vergab Landgraf Balthasar von Thüringen der Stadt Erfurt Berlstedt als Lehen. 1483 wurde das Erfurtische Amt Vippach gebildet, zu dem die drei Exklaven Schloßvippach, Berlstedt und Kleinbrembach gehörten.
Durch die Lage an der Via Regia entwickelte sich die Gemeinde zunächst positiv. Unter anderem wurde eine Posthalterei eingerichtet. Allerdings wurde der Ort in Kriegszeiten durch seine Lage an einer Heerstraße oft von Plünderungen heimgesucht. 1514 wurde der Ort von den Herren zu Weimar überfallen. Im Dreißigjährigen Krieg zogen mehrfach Söldnerheere durch den Ort. Nach der Schlacht bei Jena und Auerstedt im Jahr 1806 wurde der Ort durch französische Soldaten geplündert.
Im Jahr 1538 wurde im Ort eine Schule eröffnet.
1815 gelangte Berlstedt in den Herrschaftsbereich des Großherzogtums Sachsen-Weimar-Eisenach, seitdem war er keine Exklave mehr. Im Mai 1829 wurde fast der gesamte Ort durch einen Großbrand vernichtet. Im Jahr 1874 wurde ein neues Schulgebäude eingeweiht, welches heute noch als Schulhort genutzt wird.
Neben der Landwirtschaft wurde in der Umgebung von Berlstedt Torf abgebaut. Im Jahre 1894 eröffnete eine Molkerei im Ort.
1938 wurde am Ortsrand ein Außenlager des KZ Buchenwald errichtet. In der angeschlossenen Ziegelei und in der Kläranlage, die zu den SS-eigenen Deutschen Erd- und Steinwerken („DEST“) gehörten, mussten die dort lebenden 250 Häftlinge Zwangsarbeit verrichten. Dabei kam eine unbekannte Anzahl von ihnen ums Leben.
Im Jahr 1951 wurde eine neue Schule mit 17 Klassenräumen eingeweiht. Das Schulgebäude dient bis heute den umliegenden Gemeinden als Zentralschule.
1968 entstand der erste Gemeindeverband der DDR mit Berlstedt als Hauptgemeinde, der die Grundlage der heutigen Verwaltungsgemeinschaft bildet.
1971 wurde im Dorf die größte Milchviehanlage der DDR eröffnet. 2.000 Kühe waren gemeinsam in einem Stall untergebracht. In den Folgejahren erreichte die Landwirtschaft fast industriemäßige Ausmaße. Der Viehbestand umfasste unter anderem 5.000 Rinder, dazu wurde eine Nutzfläche von 36.000 Hektar bewirtschaftet.
Am 1. Dezember 2007 wurde Hottelstedt eingemeindet.
Am 1. Januar 2019 wurde die Gemeinde Berlstedt mit weiteren Gemeinden der Verwaltungsgemeinschaft Nordkreis Weimar zur Landgemeinde Am Ettersberg zusammengeschlossen. Weitere Ortsteile der Gemeinde Berlstedt waren Hottelstedt, Stedten am Ettersberg und Ottmannshausen.

## Persönlichkeiten
- Johann Georg Schröter, getauft am 20. August 1683 in Berlstedt, lernte Orgelbau bei dem Berlstedter Johann Conrad Vockeroth und wirkte ab 1712 als Orgelbauer in Erfurt.
- Franciscus Volckland, geboren am 5. Juni 1696 in Berlstedt, Schüler von Schröter, war einer der bedeutendsten Orgelbauer Thüringens.
- Johann Georg Stein, getauft am 19. Juli 1712 in Berlstedt, Neffe von Johann Georg Schröter, lernte bei diesem den Orgelbau und wurde sein Mitarbeiter, zog um 1745 nach Norddeutschland und wurde Orgelbauer in Uelzen, später Lüneburg.
- Charlotte von Ahlefeld, geboren am 6. Dezember 1777 in Ottmannshausen, war eine deutsche Schriftstellerin.

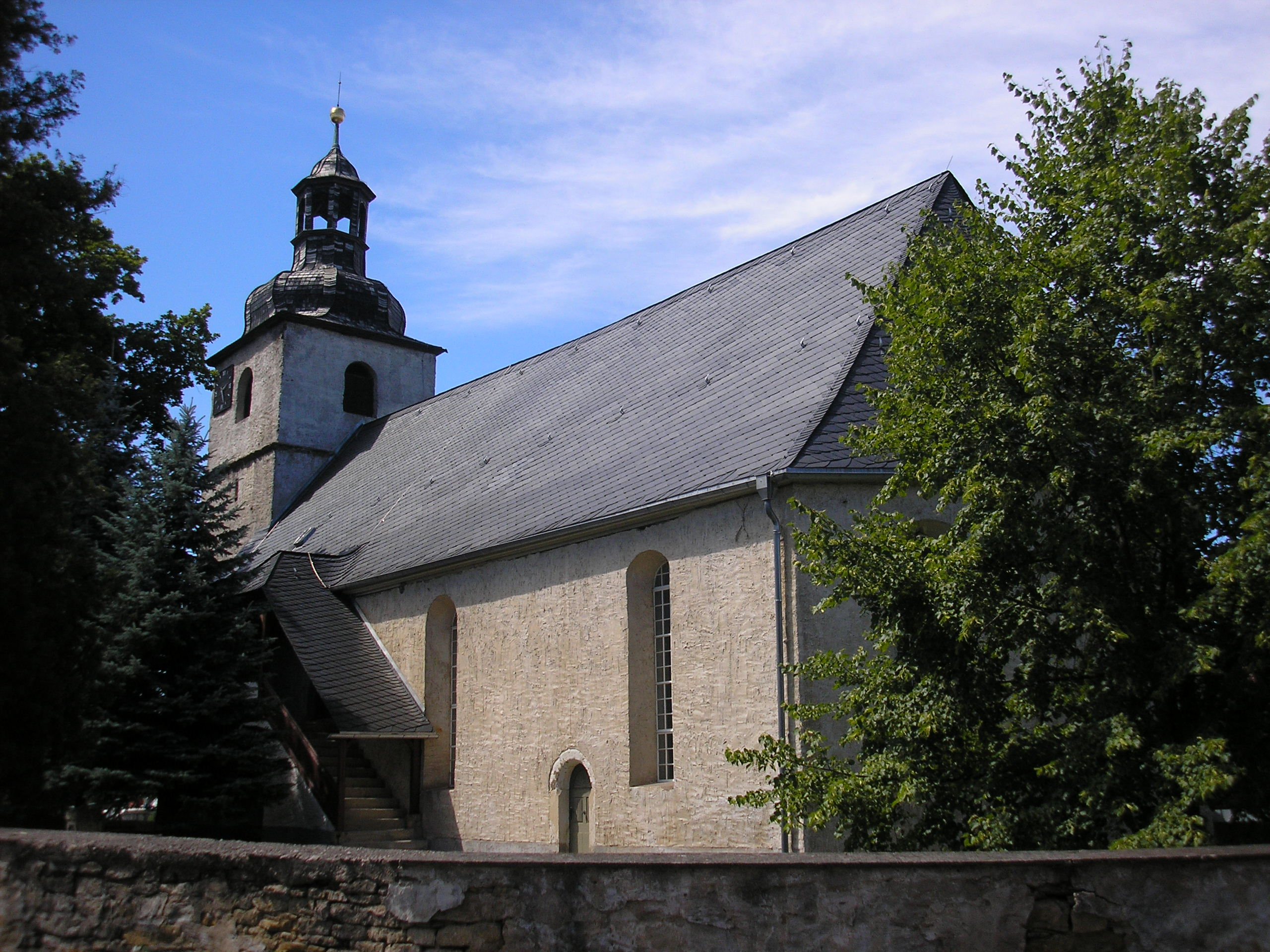
Kirche

## Sehenswürdigkeiten
Folgende Objekte wurden in die Denkmalliste des Kreises Weimarer Land aufgenommen:
- Evangelische Kirche St. Crucis,[5] im Jahr 1696 geweiht; barocke Deckenmalereien[6]
- Todesmarschstele, Ballstedter Straße
- Wappentafel an Haus Nr. 87
- Tor und Portal, Marktgasse 80
- Waidmühlstein an der Kirche
- Das Wahl